# South Ubian
South Ubian is een gemeente in de Filipijnse provincie Tawi-Tawi. Bij de laatste census in 2007 had de gemeente bijna 33 duizend inwoners.

## Geografie

### Bestuurlijke indeling
South Ubian is onderverdeeld in de volgende 31 barangays:
| - Babagan - Bengkol - Bintawlan - Bohe - Bubuan - Bunay Bunay Tong - Bunay Bunay Lookan - Bunay Bunay Center - Lahad Dampong - East Talisay - Nunuk | - Likud Dampong - Laitan - Lambi-lambian - Laud - Likud Tabawan - Nusa-nusa - Nusa - Pampang - Putat - Sollogan | - Talisay - Unas-unas - Tampakan Dampong - Tinda-tindahan - Tong Tampakan - Tubig Dayang Center - Tubig Dayang Riverside - Tubig Dayang - Tukkai - Tangngah |

## Demografie
South Ubian had bij de census van 2007 een inwoneraantal van 32.986 mensen. Dit zijn 5.685 mensen (20,8%) meer dan bij de vorige census van 2000. De gemiddelde jaarlijkse groei komt daarmee uit op 2,64%, hetgeen hoger is dan het landelijk jaarlijks gemiddelde over deze periode (2,04%). Vergeleken met de census van 1995 is het aantal mensen met 12.806 (63,5%) toegenomen.

De bevolkingsdichtheid van South Ubian was ten tijde van de laatste census, met 32.986 inwoners op 272,04 km², 74,2 mensen per km².